# Mesonefros
En embriología, el mesonefros es el segundo de los tres sistemas renales que aparecen de forma sucesiva en el embrión de los animales vertebrados, precedido por el pronefros. El mesonefros es un órgano doble que se conecta con la cloaca primitiva a través del conducto de Wolff, deriva del mesodermo intermedio de los segmentos torácicos y lumbares. En el embrión humano aparece a partir de la cuarta semana de gestación y degenera a partir de la décima semana, siendo sustituido por el metanefros que forma el riñón definitivo. El mesonefros en el embrión humano solo funciona como riñón excepcionalmente, pero constituye el riñón definitivo tanto en peces como en anfibios y es funcional durante el periodo fetal en muchas especies de mamíferos, entre ellas el gato, el cerdo y el conejo.